# Padmâvatî

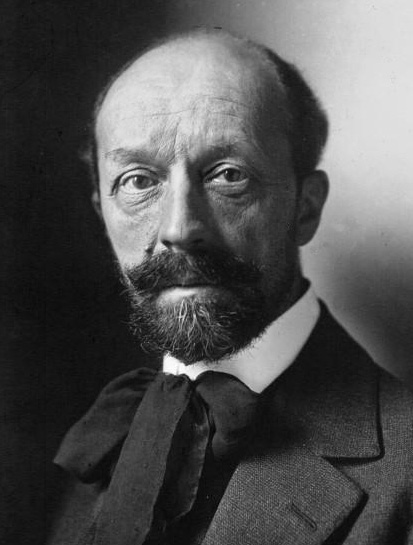
Albert Roussel 1923.

Padmâvatî är en fransk opéra-ballet i två akter med musik av Albert Roussel och libretto av Louis Laloy.

## Historia
Roussels intresse för österlandet härrörde från hans tid i den franska flottan då han besökte Indien och ruinstaden Chittaurgarh i Rajasthan 1909. Några år senare skrev kritikern och orientalisten Louis Laloy ett libretto byggd på Théodore-Marie Pavies La légende de Padmanî, reine de Tchitor som återberättar sägnen i Malik Muhammad Jayasis epos Padmavat (1540). Det korta librettot var färdigt före första världskriget och Roussel arbetade på operan fram till 1918. Verket hade premiär den 1 juni 1923 på Parisoperan.
I Padmâvatî är dansinslagen av stor betydelse och i den använde Roussel hinduiska tonarter för att ge den rätta stämningen. Exotismen var på modet i Frankrike i början av 1900-talet men till skillnad från till exempel Claude Debussy hade Roussel egna erfarenheter av österländsk musik.

## Personer
- Padmâvatî, drottning av Chittaurgarh (mezzosopran)
- Ratan-Sen, hennes make, kung av Chittaurgarh (tenor)
- Alaouddin, Sultan av Mogulriket (baryton)
- Nakamti, en ung kvinna (sopran)
- Brahmin (tenor)
- Badal, Ratan-Sens fiende (tenor)
- Gora, palatsvakt (tenor)
- Präst (bas)

## Handling
Akt I
Mogulen Alaouddin har kommit till Chittaurgarh för att förhandla fram fred med kung Ratan-Sen, men Badal underrättar palatsvakten Gora om att det endast är en list och att mogulens här i själva verket förbereder ett anfall. Vid mötet ber Alaouddin att få se palatsets dansare, ett privilegium som annars är förbehållet hinduer, men Aladouddin påstår att hans rådgivare, som är brahmin, har omvänt honom till hinduismen. Därpå ber han också att få se Ratan-Sens hustru Padmâvatî, vars skönhet han har hört talas mycket om. Då Ratan-Sen tillkallar henne och befaller henne att lyfta på slöjan, blir Alaouddin till synes så betagen att han skyndsamt lämnar palatset och säger att han skall komma tillbaka senare och underteckna fredsuppgörelsen när han har skaffat lämpliga gåvor.
Så fort han är ute ur staden meddelar brahminen att Alouddin fordrar att få Padmâvatî utlämnad, annars kommer Chittaurgarh att läggas i ruiner. Brahminen dödas av de ursinniga invånarna, men innan han dör spår han att de skall gå sin undergång till mötes.
Akt II
I Sivatemplet ber Padmâvatî för Ratan-Sen, som kämpar mot mogulhären. Alaouddins rådgivare kommer med bud om att hinduerna måste göra ett offer före gryningen och hon erbjuder sig själv, men rådgivarna förklarar att ett enda offer inte räcker. Ratan-Sen har sårats i striden och försöker övertala Padmâvatî att gå med på Alaouddins krav för att Chittaurgarh skall räddas, men hon är beredd att följa sin man i döden och stöter dolken i hans hjärta, fullt medveten om att hon enligt indisk sed skall begå självmord på bålet när han kropp bränns. Då Alaouddin stormar templet för att föra bort Padmâvatî möts han av röken från bålet.